# João Miranda
João Miranda de Souza Filho (* 7. September 1984 in Paranavaí) ist ein ehemaliger brasilianischer Fußballspieler, der zuletzt beim FC São Paulo unter Vertrag stand. Seine bevorzugte Position war die Innenverteidigung. Vor seiner letzten Station spielte er in Europa unter anderem in der Primera División für Atlético Madrid und in der Serie A für Inter Mailand.

## Karriere

### Verein
Der im Bundesstaat Paraná im Süden Brasiliens geborene Miranda begann seine Karriere im Erwachsenenfußball bei Coritiba FC in der Bundesstaatshauptstadt Curitiba. Für diesen Verein absolvierte er 89 Partien (sechs Treffer). Ende Juli 2005 wechselte er nach Frankreich zum FC Sochaux und unterschrieb einen Vertrag mit einer Laufzeit von über vier Jahren. Für den Verein spielte er in 20 Punktspielen, konnte sich allerdings nicht durchsetzen. Im August 2006 kehrte er leihweise nach Brasilien zum FC São Paulo zurück, die ihn im März 2007 fest verpflichteten. In den Jahren 2006 bis 2008 gewann Miranda mit dem Verein die Campeonato Brasileiro de Futebol. Von 2007 bis 2010 wurde er in das Team des Jahres gewählt und zudem erhielt er 2008 und 2009 die Bola de Prata. Sein Vertrag beim FC São Paulo lief bis zum 30. Juni 2011.
Bereits im Januar 2011 unterzeichnete Miranda einen Dreijahresvertrag in Spanien bei Atlético Madrid, der ab dem 1. Juli 2011 Gültigkeit besaß. Am 25. August 2011 lief er beim 4:0-Sieg im Rückspiel in den Play-offs zur UEFA Europa League gegen Vitória Guimarães erstmals für die Madrilenen auf. Sein erstes Spiel in der Primera División absolvierte er am 10. September 2011 beim 0:1 gegen den FC Valencia. Am 11. März 2012 gelang Miranda beim 2:0-Sieg gegen den FC Granada sein erstes Tor für Atlético Madrid. Zum Ende der Saison standen für Miranda wettbewerbsübergreifend 42 Einsätze zu Buche und er gewann mit dem Verein die UEFA Europa League. Als Europa-League-Sieger nahm Atlético Madrid Ende August 2012 am UEFA-Superpokal teil, in dem der FC Chelsea mit 4:1 geschlagen werden konnte. Dabei erzielte Miranda das Tor zum 4:0. In allen drei Wettbewerben spielte Miranda in 45 Partien. In der Copa del Rey erreichte er mit dem Verein das Finale, in dem der Stadtrivale Real Madrid geschlagen wurde. Dabei gelang ihm in der Verlängerung der 2:1-Siegtreffer.  Währenddessen verlängerte Miranda seinen Vertrag bis zum 30. Juni 2016. In der Saison 2013/14 unterlag Atlético Madrid mit Miranda in der Supercopa nach Hin- und Rückspiel mit 1:1 dem FC Barcelona. In dieser Saison kam er wettbewerbsübergreifend in 50 Partien zum Einsatz und erreichte mit Atlético Madrid das Finale in der UEFA Champions League. Dort verlor Atlético Madrid nach einer bis in die Nachspielzeit anhaltenden 1:0-Führung mit 1:4 nach Verlängerung gegen Real Madrid. Am Ende der Saison wurde Miranda mit seinem Vereinskollegen sowie Landsmann Filipe Luís und Sergio Ramos von Real Madrid zum besten Verteidiger der Liga gewählt. In der Saison 2014/15 zu 34 Einsätzen in der Copa del Rey, in der Liga und in der UEFA Champions League.
Zur Saison 2015/16 wechselte Miranda leihweise für zwei Jahre in die Serie A zu Inter Mailand, die ihn am 20. Juli 2016 fest verpflichteten. Am 23. August 2015 lief er beim 1:0 gegen Atalanta Bergamo erstmals für die Neazzurri auf. Am 20. Februar 2016 erzielte er gegen Sampdoria Genua sein erstes Tor. In seiner ersten Saison kam Miranda zu 32 Einsätzen und qualifizierte sich als Tabellenvierter für die UEFA Europa League 2016/17. In der Coppa Italia schieden die Mailänder im Halbfinale gegen Juventus Turin aus, wobei Miranda im Wettbewerb zu zwei Einsätzen kam. In der Folgesaison kam er in der Europa League zu drei Einsätzen und schied mit dem Verein nach der Gruppenphase aus. Derweil schieden die Mailänder auch im Viertelfinale aus, während in der Liga mit dem siebten Tabellenplatz die Qualifikation für den internationalen Wettbewerb verfehlt wurde. Miranda kam hierbei zu 32 Einsätzen. In der Saison 2017/18 kam er ausschließlich in der Liga zum Einsatz, in der er 32 Partien absolvierte. Als Tabellenvierter gelang die Qualifikation für die UEFA Champions League 2017/18.
Trotz noch bis 2020 laufenden Vertrages wechselte Miranda im Juli 2019 nach China, wo er bei Jiangsu Suning einen Kontrakt unterzeichnete. Er spielte in den Spielzeiten 2019 und 2020 28-mal in der Chinese Super League und erzielte 2 Tore.
Anfang März 2021 kehrte der 36-Jährige zum FC São Paulo zurück. Am 11. Januar 2023 gab Miranda via Instagram seinen Rücktritt vom Profisport bekannt.

### Nationalmannschaft
Miranda debütierte am 1. April 2009 unter Trainer Dunga im WM-Qualifikationsspiel in Porto Alegre gegen Peru in der brasilianischen Nationalmannschaft. Im selben Jahr gewann er mit Brasilien den Konföderationen-Pokal 2009. Nach einem torlosen Unentschieden am 14. Oktober 2009 im WM-Qualifikationsspiel in Campo Grande gegen Venezuela erhielt er dreieinhalb Jahre keine Einladung für die brasilianische Nationalmannschaft und gehörte erst unter Luiz Felipe Scolari am 6. Februar 2013 bei der 1:2-Niederlage im Testspiel im Londoner Wembley-Stadion gegen England zum Kader, wo er allerdings nicht zum Einsatz kam. In der Folgezeit erhielt er erneut ein Jahr keine Nominierung und gehörte bei der Weltmeisterschaft 2014 im eigenen Land nicht zum Kader.
Nach dem Turnier trat Dunga die Nachfolge von Scolari an. Daraufhin stieg Miranda zu einem Stammspieler in der Innenverteidigung der brasilianischen Nationalmannschaft auf und gehörte bei der Copa América 2015 in Chile zum Kader, wo er in allen vier Partien der Brasilianer zum Einsatz kam; er schied mit der Mannschaft im Viertelfinale nach Elfmeterschießen gegen Paraguay aus. Ein Jahr später gehörte er bei der Copa América Centenario in den Vereinigten Staaten ebenfalls zum brasilianischen Aufgebot und kam im dritten Gruppenspiel gegen Peru zum Einsatz, konnte allerdings das Ausscheiden der brasilianischen Nationalmannschaft nach der Gruppenphase nicht verhindern. Nach dem Turnier wurde Dunga entlassen und durch Tite ersetzt. Dieser nominierte Miranda im Mai 2018 nach 17 Einsätzen in der Qualifikation in den brasilianischen Kader für die Weltmeisterschaft 2018 in Russland, wo er in allen Partien seiner Mannschaft zum Einsatz kam. Dabei schied Brasilien im Viertelfinale gegen Belgien aus. Auch im Zuge der Copa América 2019 stand Miranda im Kader der Mannschaft. Mit dieser konnte er den Titel gewinnen. Dabei kam er nur im Halbfinale gegen Argentinien zum Einsatz, als er in der 64. Minute für Marquinhos eingewechselt wurde. Zuletzt wurde Miranda im September 2021 zu zwei Spielen für Qualifikation zur Fußball-Weltmeisterschaft 2022 berufen, kam hier aber zu keinen Einsätzen mehr.

## Erfolge
São Paulo
- Campeonato Brasileiro de Futebol: 2006, 2007, 2008
- Staatsmeisterschaft von São Paulo: 2021

Atlético Madrid
- Spanischer Meister: 2013/14
- Spanischer Pokalsieger: 2012/13
- Spanischer Superpokalsieger: 2014
- Europa-League-Sieger: 2011/12
- UEFA Super Cup: 2012

Jiangsu Suning
- Chinese Super League: 2020

Nationalmannschaft
- Copa América: 2019